# Kultovní představení
Kultovní představení je česká divadelní hra z dílny Lukáše Trpišovského a Martina Kukučky známí především jako autorská dvojice SKUTR. Jedná se o nový divadelní žánr, který propojuje činoherní složku s hudbou a využívá tvůrčí schopnosti herců zapojit diváka do hry. Premiéru inscenace uvedlo divadlo La Fabrika v dubnu roku 2010. Společně s režijním duem SKUTR se na vzniku podíleli herci z hudební formace Nightwork, Jakub Prachař a Vojtěch Dyk, kteří jsou hlavními představiteli celého projektu.

## Vznik a počátky
Název představení získalo prostou recesí a touhou jeho tvůrců vytvořit úspěšnou hru, a proto si ji předem pro jistotu pokřtili kultem. Myšlenka vytvořit představení o radosti z hudby, na hranici koncertu a divadla, na hranici mezi snem a realitou, přišla na divadelním festivalu Fringe v Edinburghu, kterého se oba muzikanti účastnili s projektem La Putyka.
Než dostala divadelní inscenace současnou formu, prošla mnoha předpremiérami, na kterých si herci zkoušeli reakce publika, aby mohli představení dále rozvíjet. Ojedinělý divadelní žánr, kterému je v Česko Kultovní představení dá se říci otcem, je však v zásadě stále v plenkách, neboť český divák si k dobrovolnému zapojení troufne jen velmi zřídka.

## Charakteristika
Představení začíná mimo divadelní sál, úvodním prologem obou protagonistů, kteří nic netušícím divákům donesou pomyslný klíč k otevření dveří do dětského pokoje, do něhož se právě chystají společně vstoupit. Posléze je divák vytažen z reality a vrací se nazpět v čase. Během zhruba dvouhodinové cesty do svého dětství je donucen odložit ego a zabalancovat na hranici mezi infantilitou a dospělostí. Divadelní inscenace nabízí pohled do života dospělých očima dítěte a doslova těží z trapností běžného života. Výjimkou nejsou ani dvojsmyslné scénky, které jsou ústředním tématem celé hry. Těsný kontakt obou interpretů s publikem je velmi silnou zbraní v boji proti konvenci české scény. Divák se tak ocitá v jádru dění a nemá šanci přestat vnímat či se ztrácet v myšlenkách, jak tomu bývá u klasického divadla, kdy publikum dělí okraj jeviště. Energie z představení je pak o poznání silnější, než když je divák od herce odstraněn za pomyslnou barikádu hlediště, v nejlepším případě na balkón.
| „              | Aniž by to tušili, navazují svým způsobem na Mejercholda a Osvobozené divadlo. Jenže jejich generace opustila slova, která kdysi lákala diváky na forbíny Voskovce a Wericha. Slova přestala plnit svou roli, mají už jen úlohu zvukového šumu. | “ |
| — Radko Pytlík | |   |

Celé představení se pak odvíjí podle nálady a složení publika, které se stává nedílnou součástí děje. Pakliže se diváci nezapojí do hry, přichází o notnou dávku zábavy, neboť vzájemná interaktivita je pro celou hru klíčová. Nejsilnější momenty pak vznikají právě v situacích, kdy je herec sveden z cesty.
| „                               | Kultovní představení definitivně ustanovilo novou kabaretiérskou dvojici Dyk-Prachař. Svou lidskou propojeností, divadelní hravostí a fantazií navazují na slavná dua Horníček-Kopecký, Suchý-Šlitr, Šimek-Grossmann, Sovák-Horníček, Smoljak-Svěrák, Pecha-Polívka, Vávra-Vorel Přicházejí s vlastní poetikou i přístupem, mixují hudební improvizace s pikantním crazy humorem a „cool“ postoji. | “ |
| — Divadelní noviny, květen 2010 | |   |

Představení si získalo i své stálé diváky, kteří do hry vnáší nové momenty, neboť herci reagují už na jejich samotnou přítomnost. Opakovaná účast diváků je zjevná i na reakcích některých jednotlivců, kteří už posloupnost dílčích scének a skečů, které po sobě přichází znají a dle toho se pokouší o patřičnou odezvu. Možnost sledování kam se představení vyvíjí se v případě této hry stala nečekaně lákavou záležitostí. Bohužel však nelze vyloučit, že v momentě, kdy se představení přestane inovovat, zájem opadne.